# Муха Володимир Олександрович
Володи́мир Олекса́ндрович Му́ха (28 березня 1994 — 21 липня 2014) — солдат Збройних сил України, учасник російсько-української війни.

## Життєпис
Народився 1994 року в селі Кам'янки Теплицького району Вінницької області. Перші три роки навчався у Росошанській СЗШ. 2004 року родина переїздить з Кам'янки до Гайсина. Закінчив гайсинську інтернат-гімназію НВК СЗШ І—ІІІ ступенів, 2011-го вступив до Інституту електроенергетики та електромеханіки Вінницького національного технічного університету, факультет електромеханіки. Брав участь у вінницькому Майдані. З другого курсу пішов на фронт — перевівся зі стаціонару на заочну форму, від травня 2014-го — стрілець-помічник гранатометника, 24-й батальйон територіальної оборони «Айдар».
20 липня 24-м айдарівцям підрозділу «Холодний Яр» вдалося пробити коридор до Георгіївки, по якому воякам у Луганському аеропорту доставили продовольство та набої. 21 липня терористи пішли в контратаку, прикриваючись танками. Володимир був у складі розвідувальної групи, загинув під час бою між смт Георгіївка — смт Луганське від кулі снайпера. Тоді ж полягли солдати Геннадій Тома та Олег Михайлов, ще двоє вояків були поранені.
Без Володимира лишились мама та сестра.
Похований у селі Кам'янки.

## Нагороди та вшанування
За особисту мужність і героїзм, виявлені у захисті державного суверенітету та територіальної цілісності України, вірність військовій присязі під час російсько-української війни, відзначений — нагороджений
- орденом «За мужність» III ступеня (посмертно)
- нагрудним знаком «За оборону Луганського аеропорту» (посмертно)
- 24 грудня 2015-го у Вінниці в Інституті електроенергетики та електромеханіки Вінницького національного технічного університету відкрито пам'ятну дошку Володимиру Мусі
- його іменем названо пластунський курінь[1]